# Oscar Lino Lopes Fernandes Braga
Mons. Oscar Lino Lopes Fernandes Braga (30. září 1931, Malanje – 26. května 2020, Benguela) byl angolský římskokatolický kněz a emeritní biskup Benguely.

## Život
Narodil se 30. září 1931 v Malanje. Na kněze byl vysvěcen 26. července 1964.
Dne 20. listopadu 1974 jej papež Pavel VI. ustanovil diecézním biskupem Benguely. Biskupské svěcení přijal 2. února 1975 z rukou arcibiskupa Manuela Nunese Gabriela a spolusvětiteli byli biskup Eduardo André Muaca a biskup Zacarias Kamwenho.
Od 31. července 2003 do 3. května 2004 byl apoštolským administrátorem arcidiecéze Huambo.
Dne 18. února 2008 přijal papež Benedikt XVI. jeho rezignaci na post biskupa Benguely z důvodu dosažení kanonického věku 75 let.